# Valeriana reitziana
Valeriana reitziana är en kaprifolväxtart som beskrevs av Borsini. Valeriana reitziana ingår i släktet vänderötter, och familjen kaprifolväxter. Inga underarter finns listade i Catalogue of Life.